# Barney Clarke
 (septembre 2020).
Si vous disposez d'ouvrages ou d'articles de référence ou si vous connaissez des sites web de qualité traitant du thème abordé ici, merci de compléter l'article en donnant les références utiles à sa vérifiabilité et en les liant à la section « Notes et références ».
Barney Clarke, est un patient volontaire américain pour recevoir un cœur artificiel (Jarvik 7) le 1er décembre 1982, qui lui permit de survivre 112 jours.

## Présentation
L'histoire de Barney Clarke, dentiste américain à la retraite, est suivie jour après jour par les médias mondiaux. Le record actuel est de 620 jours pour une telle intervention.
En 1983, la chanteuse et parolière canadienne k. d. lang présente une performance artistique : la reconstitution de sept heures de la transplantation du cœur artificiel de Barney Clarke,. 

## Autres patients célèbres
- Emmanuel Vitria
- Marius Renard
- Isabelle Dinoire